# German Open (Tischtennis)

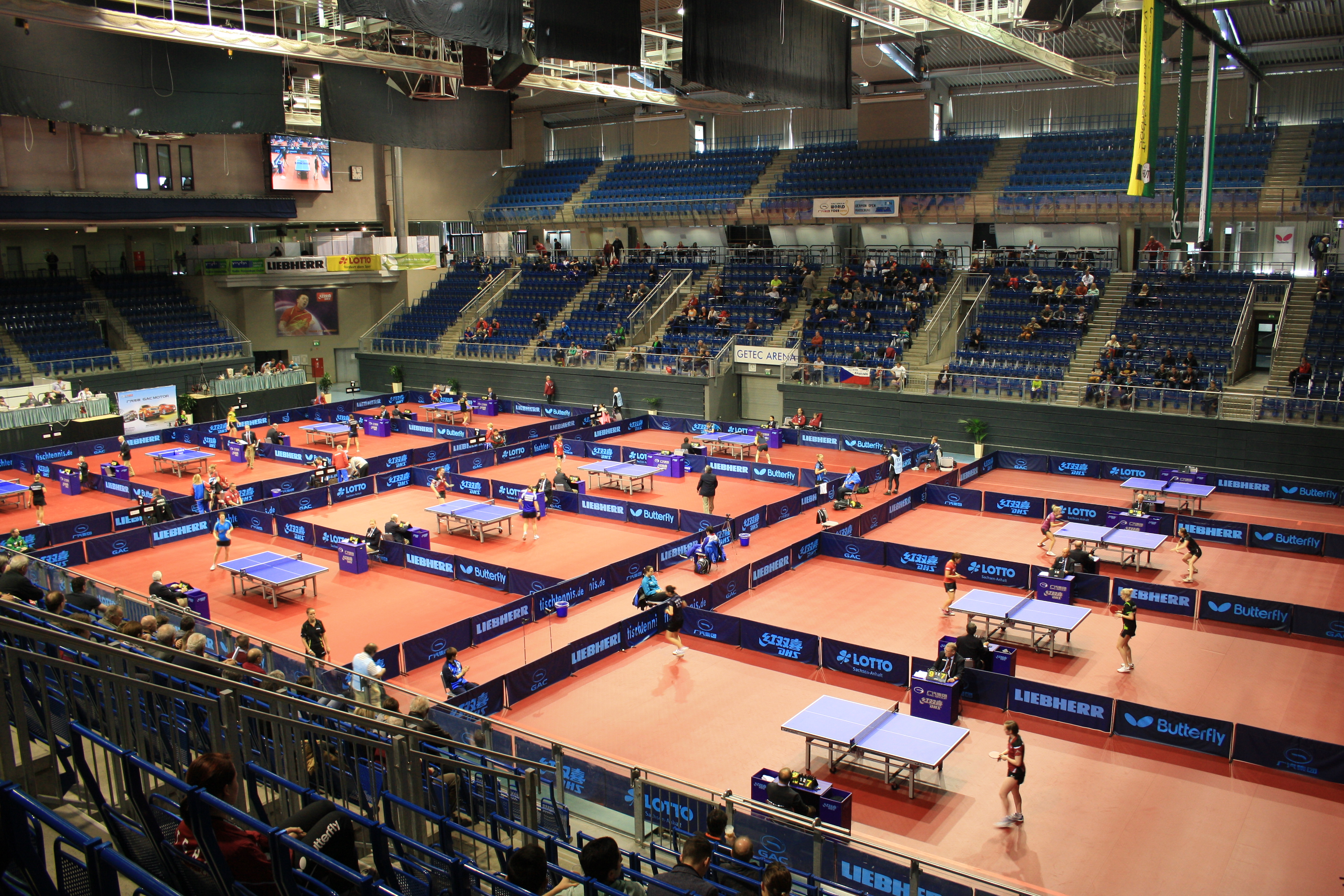
German Open Vorbereitungsspiele der Damen in der GETEC-Arena Magdeburg

Die German Open im Tischtennis sind ein Tischtennisturnier in Deutschland, das im Rahmen der ITTF Pro Tour Serie bzw. seit 2012 im Rahmen der World Tour ausgespielt wird.
Vorläufer der German Open waren die Internationalen Deutschen Meisterschaften, die von 1924/25 bis 1938/39 jährlich und ab 1953/54 mit Unterbrechungen, insbesondere in den 1990er Jahren, ausgetragen wurden. Bereits 1907 gab es in Berlin eine Veranstaltung, die als „Internationale Deutsche Meisterschaft“ bezeichnet wurde, die jedoch im Nachhinein wegen der Durchführung nach „amerikanischen Regeln“ nicht offiziell anerkannt wird.
Von 1971 bis 1990 sowie 2008 wurden auch Mannschaftswettbewerbe ausgetragen. 1990 nahmen erstmals nach der Wende Aktive als Vertreter des DDR-Tischtennisverbandes DTTV teil.
Seit 2001 findet die Veranstaltung jährlich statt.

## Sieger der Individualwettbewerbe
| Jahr    | Ort               | Herreneinzel         | Dameneinzel            | Herrendoppel                           | Damendoppel                          | Mixed                                |
| ------- | ----------------- | -------------------- | ---------------------- | -------------------------------------- | ------------------------------------ | ------------------------------------ |
| 2020    | Magdeburg         | Xu Xin               | Chen Meng              | Cho Daeseong/ Jang Woojin              | Chen Meng/ Wang Manyu                | Xu Xin/ Liu Shiwen                   |
| 2019    | Bremen            | Fan Zhendong         | Sun Yingsha            | Liang Jingkun/ Xu Xin                  | Jeon Ji-hee/ Yang Ha-eun             | Xu Xin/ Sun Yingsha                  |
| 2018    | Bremen            | Ma Long              | Kasumi Ishikawa        | Ma Long/ Xu Xin                        | Mima Itō/ Hina Hayata                | nicht ausgetragen                    |
| 2017    | Magdeburg         | Dimitrij Ovtcharov   | Chen Meng              | Jung Young-sik/ Lee Sang-su            | Hina Hayata/ Miu Hirano              | nicht ausgetragen                    |
| 2016    | Berlin            | Ma Long              | Wu Yang                | Masataka Morizono/ Yūya Ōshima         | Jeon Ji-hee/ Yang Ha-eun             | nicht ausgetragen                    |
| 2015    | Bremen            | Ma Long              | Mima Itō               | Timo Boll/Patrick Franziska            | Petrissa Solja/Shan Xiaona           | nicht ausgetragen                    |
| 2014    | Magdeburg         | Dimitrij Ovtcharov   | Shan Xiaona            | Lyu Xiang/Wang Hao                     | Miu Hirano/Mima Itō                  | nicht ausgetragen                    |
| 2013    | Berlin            | Fan Zhendong         | Wen Jia                | Timo Boll/Patrick Franziska            | Wen Jia/Zhào Yán                     | nicht ausgetragen                    |
| 2012    | Bremen            | Dimitrij Ovtcharov   | Shen Yanfei            | Jiang Tianyi/Wong Chun Ting            | Petrissa Solja/Sabine Winter         | nicht ausgetragen                    |
| 2011    | Dortmund          | Zhang Jike           | Guo Yan                | Ho Shuai/Zhang Jike                    | Li Xiaoxia/Guo Yue                   | nicht ausgetragen                    |
| 2010    | Berlin            | Ma Long              | Feng Yalan             | Chen Qi/Ma Long                        | Ai Fukuhara/Kasumi Ishikawa          | nicht ausgetragen                    |
| 2009    | Bremen            | Timo Boll            | Sayaka Hirano          | Timo Boll/Christian Süß                | Li Xiaodan/Mu Zi                     | nicht ausgetragen                    |
| 2008    | Berlin            | Timo Boll            | Liu Jia                | nicht ausgespielt                      | nicht ausgespielt                    | nicht ausgetragen                    |
| 2007    | Bremen            | Ma Long              | Li Xiaoxia             | Wang Hao/Wang Liqin                    | Guo Yue/Li Xiaoxia                   | nicht ausgetragen                    |
| 2006    | Bayreuth          | Timo Boll            | Wang Yuego             | Patrick Chila/Werner Schlager          | Li Jia Wei/Sun Beibei                | nicht ausgetragen                    |
| 2005    | Magdeburg         | Vladimir Samsonov    | Cao Zhen               | Oh Sang-eun/Lee Jung Woo               | Zhang Rui/Tie Yana                   | nicht ausgetragen                    |
| 2004    | Leipzig           | Timo Boll            | Niu Jianfeng           | Timo Boll/Christian Süß                | Guo Yue/Niu Jianfeng                 | nicht ausgetragen                    |
| 2003    | Bremen            | Wang Liqin           | Zhang Yining           | Ko Lai Chak/Li Ching                   | Wang Nan/Zhang Yining                | nicht ausgetragen                    |
| 2002    | Magdeburg         | Ma Lin               | Tamara Boroš           | Kong Linghui/Ma Lin                    | Li Jia/Niu Jianfeng                  | nicht ausgetragen                    |
| 2001    | Bayreuth          | Vladimir Samsonov    | Ryu Ji Hae             | Slobodan Grujić/Aleksandar Karakašević | Kim Bok-rae/Kim Kyung-ah             | nicht ausgetragen                    |
| 1999    | Bremen            | Liu Guoliang         | Wang Nan               | Chang Yen-Shu/Chiang Peng-Lung         | Csilla Bátorfi/Krisztina Tóth        | nicht ausgetragen                    |
| 1989/90 | Karlsruhe         | Jean-Philippe Gatien | Geng Lijuan            | Steffen Fetzner/Jörg Roßkopf           | Csilla Bátorfi/Gabriella Wirth       | nicht ausgetragen                    |
| 1987/88 | Wiesbaden         | Andrzej Grubba       | Daniela Guergueltcheva | Steffen Fetzner/Jörg Roßkopf           | Olga Nemes/Katja Nolten              | Zoran Kalinić/Daniela Guergueltcheva |
| 1985/86 | Karlsruhe         | Jan-Ove Waldner      | Fliura Bulatowa        | Ulf Carlsson/Jörgen Persson            | Olga Nemes/Katja Nolten              | Zoran Kalinić/Daniela Guergueltcheva |
| 1983/84 | Duisburg          | Andrzej Grubba       | Zsuzsa Oláh            | Mikael Appelgren/Ulf Carlsson          | Fliura Bulatowa/Anita Zakharjan      | Janos Molnar/Zsuzsa Oláh             |
| 1981/82 | Kiel              | Josef Dvořáček       | An Hae Sook            | Paul Day/Desmond Douglas               | An Hae Sook/Hwan Nam Sook            | Jindřich Panský/Marie Hrachová       |
| 1979/80 | Rüsselsheim       | Shi Zhihao           | Cao Yanhua             | Patrick Birocheau/Jacques Secrétin     | Cao Yanhua/Zhang Deying              | Li Zhenshi/Zhang Deying              |
| 1975/76 | Hannover          | Kjell Johansson      | Lee Ailesa             | Patrick Birocheau/Jacques Secrétin     | Zhang Li/Yang Ying                   | Jacques Secrétin/Claude Bergeret     |
| 1973/74 | München           | Kjell Johansson      | Chung Hyun Sook        | Antun Stipančić/Dragutin Šurbek        | Maria Alexandru/Miho Hamada          | Jacques Secrétin/Claude Bergeret     |
| 1971/72 | Hagen             | Kjell Johansson      | Soja Rudnowa           | Stellan Bengtsson/Kjell Johansson      | Maria Alexandru/Carmen Crișan        | Jacques Secrétin/Claude Bergeret     |
| 1969/70 | Oberhausen        | Eberhard Schöler     | Soja Rudnowa           | Hans Alsér/Kjell Johansson             | Swetlana Grinberg/Soja Rudnowa       | Stanislaw Gomoskow/Soja Rudnowa      |
| 1967/68 | Wiesloch          | Istvan Korpa         | Marta Lužová           | Vladimír Miko/Jaroslav Staněk          | Jitka Karlíková/Marta Lužová         | Vladimír Miko/Marta Lužová           |
| 1965/66 | Lübeck            | Jaroslav Staněk      | Maria Alexandru        | Vladimír Miko/Jaroslav Staněk          | Diane Schöler/Mary Wright            | Dorin Giurgiuca/Maria Alexandru      |
| 1964/65 | Frankfurt am Main | Dorin Giurgiuca      | Mary Shannon           | Ernst Gomolla/Eberhard Schöler         | Diane Rowe/Mary Shannon              | Vladimír Miko/Marta Lužová           |
| 1963/64 | Wolfsburg         | Eberhard Schöler     | Maria Alexandru        | Istvan Korpa/Edvard Vecko              | Maria Alexandru/Ella Constantinescu  | Dorin Giurgiuca/Ella Constantinescu  |
| 1962/63 | Frankfurt am Main | Eberhard Schöler     | Maria Alexandru        | Istvan Korpa/Josip Vogrinc             | Maria Alexandru/Georgita Pitica      | Zoltán Berczik/Erzsébet Heirits      |
| 1961/62 | St. Ingbert       | Eberhard Schöler     | Agnes Simon            | Vojislav Marković/Janez Teran          | Inge Harst/Agnes Simon               | Eberhard Schöler/Agnes Simon         |
| 1960/61 | Berlin            | Hans Alsér           | Agnes Simon            | Hans Alsér/Tony Larsson                | Heide Dauphin/Rosemarie Gomolla      | Tony Larsson/Lena Guntsch            |
| 1959/60 | Berlin            | Tony Larsson         | Agnes Simon            | Vilim Harangozo/Josip Vogrinc          | Diane Rowe/Kathleen Thompson-Best    | Bert Onnes/Agnes Simon               |
| 1954/55 | Kiel              | Aloizy Ehrlich       | Helen Elliot           | Bernhard Bukiet/Erwin Klein            | Ulla Paulsen/Annegret Thöle          | Josip Vogrinc/Helen Elliot           |
| 1953/54 | Berlin            | Vilim Harangozo      | Fujie Eguchi           | Vilim Harangozo/Josip Vogrinc          | Fujie Eguchi/Kiiko Watanabe          | Ichirō Ogimura/Kiiko Watanabe        |
| 1938/39 | Brandenburg       | Miloslav Hamr        | Trude Pritzi           | Ivan Andreadis/Miloslav Hamr           | Hilde Bussmann/Trude Pritzi          | Miloslav Hamr/Marie Kettnerová       |
| 1937/38 | Krefeld           | Miloslav Hamr        | Trude Pritzi           | Miloslav Hamr/Bohumil Váňa             | Vlasta Depetrisová/Věra Votrubcová   | Bohumil Váňa/Věra Votrubcová         |
| 1936/37 | Berlin            | Bohumil Váňa         | Trude Pritzi           | Götz Meschede/Bohumil Váňa             | Hilde Bussmann/Astrid Hobohm         | Bohumil Váňa/Věra Votrubcová         |
| 1935/36 | Zoppot            | Stanislav Kolář      | Astrid Krebsbach       | István Boros/Tibor Házi                | Hilde Bussmann/Astrid Krebsbach      | Stanislav Kolář/Hilde Bussmann       |
| 1934/35 | Hamburg           | Miloslav Hamr        | Astrid Krebsbach       | Stanislav Kolář/Karel Svoboda          | Jana Kettnerová/Marie Šmídová        | Miloslav Hamr/Gertrude Kleinová      |
| 1933/34 | -                 | nicht ausgetragen    | nicht ausgetragen      | nicht ausgetragen                      | nicht ausgetragen                    | nicht ausgetragen                    |
| 1932/33 | Berlin            | Mordecai Finberg     | Astrid Krebsbach       | Manfred Feher/Alfred Liebster          | nicht ausgetragen                    | David Jones/Astrid Krebsbach         |
| 1931/32 | Wiesbaden         | Victor Barna         | Mária Mednyánszky      | Victor Barna/Miklós Szabados           | Lefeld/Mária Mednyánszky             | Miklós Szabados/Mária Mednyánszky    |
| 1930/31 | Stettin           | Victor Barna         | Magda Gál              | Victor Barna/Miklós Szabados           | nicht ausgetragen                    | Victor Barna/Magda Gál               |
| 1929/30 | Hannover          | Victor Barna         | Mária Mednyánszky      | Lajos Dávid/István Kelen               | nicht ausgetragen                    | Miklós Szabados//Mária Mednyánszky   |
| 1928/29 | Berlin            | Antonín Maleček      | Ingeborg Carnatz       | Mordecai Finberg/Arnold Oschin         | nicht ausgetragen                    | Valter Kolmodin/Ingeborg Carnatz     |
| 1927/28 | Berlin            | Alfred Liebster      | Mária Mednyánszky      | László Bellák/Sándor Glancz            | nicht ausgetragen                    | Dániel Pécsi/Erika Metzger           |
| 1926/27 | Berlin            | Sándor Glancz        | Erika Metzger          | Béla von Kehrling/Zoltán Mechlovits    | Josephine Wiesenthal/Gertrude Wildam | László Bellák/Mona Rüster            |
| 1925/26 | Berlin            | Zoltán Mechlovits    | Josephine Wiesenthal   | nicht ausgetragen                      | nicht ausgetragen                    | nicht ausgetragen                    |
| 1924/25 | Berlin            | Prashant N. Nanda    | Richter-Schwerdtfeger  | nicht ausgetragen                      | nicht ausgetragen                    | nicht ausgetragen                    |

## Sieger der Mannschaftswettbewerbe
| Jahr    | Ort         | Herren      |                                                 | Damen         |                                                  |
| ------- | ----------- | ----------- | ----------------------------------------------- | ------------- | ------------------------------------------------ |
| 2008    | Berlin      | Polen       | Wang Zeng Yi, Jakub Kosowski, Lucjan Błaszczyk  | Singapur      | Li Jia Wei, Feng Tianwei, Wang Yuegu             |
| 1989/90 | Karlsruhe   | Belgien     | Jean-Michel Saive, Ricardo Cabrera              | Ungarn        | Csilla Bátorfi, Edit Urbán, Gabriella Wirth      |
| 1987/88 | Wiesbaden   | Polen       | Andrzej Grubba, Leszek Kucharski                | CSSR          | Renata Kasalová, Alena Šafářová                  |
| 1985/86 | Karlsruhe   | Polen       | Andrzej Grubba, Leszek Kucharski                | Deutschland I | Olga Nemes, Katja Nolten (Judith Stumper)        |
| 1983/84 | Duisburg    | Schweden    | Mikael Appelgren, Ulf Carlsson, Jan-Ove Waldner | Jugoslawien   | Branka Batinić, Gordana Perkučin                 |
| 1981/82 | Kiel        | Jugoslawien | Dragutin Šurbek, Zoran Kalinić                  | Südkorea      | An Hae Sook, Hwang Nam Sook, Kim Jung Mi         |
| 1979/80 | Rüsselsheim | China II    | Shi Zhihao, Cheng Yinghua                       | China I       | Zhang Deying, Cao Yanhua                         |
| 1975/76 | Hannover    | Schweden    | Kjell Johansson, Stellan Bengtsson              | China         | Zhang Li, Chu Hsiang-yun                         |
| 1973/74 | München     | Ungarn      | István Jónyer, Tibor Klampár                    | Südkorea      | Chung Hyun Sook, Lee Ailesa, Park Mi Ra          |
| 1971/72 | Hagen       | Schweden    | Kjell Johansson, Stellan Bengtsson              | Ungarn        | Beatrix Kisházi, Henriette Lotaller, Judit Magos |